# بيدا
بيدا (Bede) ( 672م/673م - 26 من مايو 735م)، والمعروف أيضًا باسم القديس بيدا (Saint Bede) بيدا المكرم (Venerable Bede) (باللاتينية: Bēda Venerābilis)‏، هو راهب إنجليزي في دير نورثمبريا التابع للقديس بطرس (Saint Peter) في مونكويرماوث (Monkwearmouth)، ورفيقه دير القديس بولس الموجود في مدينة جارو (Jarrow) الحالية (انظرمونكويرماوث-جارو (Monkwearmouth-Jarrow))، وهما موجودان في مملكة نورثمبريا. كان دير بيدا متصلاً بمكتبة رائعة تحتوي على كتب لـ يوسابيوس القيصري وأوروسيوس (Orosius)، والكثير غيرهم.
عُرف بيدا كاتبًا وباحثًا، وتسبب كتابه الأشهر، Historia ecclesiastica gentis Anglorum (التاريخ الكنسي للأمة الإنجليزية) في أن يُلقب بيدا بـ «مصدر التاريخ الإنجليزي». وفي عام 1899م، اختاره ليون الثالث عشر ليكون ملفان، وهو منصب ذو أهمية دينية كبيرة، وكان بيدا هو أول إنجليزي من أصول إنجليزية خالصة يتولى ذلك المنصب (كان أنسيلم الكانتربري (Anselm of Canterbury) ملفانًا أيضًا، ولكنه كان من أصول إيطالية). وعلاوة على ذلك، كان بيدا عالم لغويات ومترجمًا بارعًا، وكان لاشتغاله بالكتابات اللاتينية والإغريقية الخاصة بـ آباء الكنيسة أثرٌ كبيرٌ في المسيحية الإنجليزية، حيث سهل ذلك الأمر على أقرانه من الأنجلوسكسونيون وجعل النصوص متاحة لهم بشكلٍ أكثر.

## روابط خارجية
- بيدا على موقع الموسوعة البريطانية (الإنجليزية)
- بيدا على موقع ميوزك برينز (الإنجليزية)
- بيدا على موقع إن إن دي بي (الإنجليزية)
- بيدا على موقع ديسكوغز (الإنجليزية)